# NGC 7809
NGC 7809 је галаксија у сазвежђу Рибе која се налази на NGC листи објеката дубоког неба.
Деклинација објекта је + 2° 56' 26" а ректасцензија 0h 2m 9,4s. Привидна величина (магнитуда) објекта NGC 7809 износи 14,6 а фотографска магнитуда 15,2. NGC 7809 је још познат и под ознакама MCG 0-1-19, CGCG 382-18, 3ZW 126, star corona sp, PGC 158.